# HD 86264
HD 86264 — одиночная звезда в созвездии Гидры на расстоянии около 219 световых лет (около 67,2 парсек) от Солнца. Видимая звёздная величина звезды — +7,42m. Возраст звезды определён как около 1,52 млрд лет.
Вокруг звезды обращается, как минимум, одна планета.

## Характеристики
HD 86264 — жёлто-белая звезда спектрального класса F7V, или F8. Масса — около 1,42 солнечной, радиус — около 1,68 солнечного, светимость — около 4,082 солнечной. Эффективная температура — около 6226 K.
HD 86264 представляет собой звезду главной последовательности. По массе и размерам она немного превосходит наше Солнце: её диаметр и масса равны 1,88 и 1,42 солнечных соответственно. Она ярче Солнца в 4 раза. Температура поверхности звезды достигает 6120 Кельвин.

## Планетная система
В 2009 году командой астрономов было объявлено об открытии планеты HD 86264 b. Это газовый гигант, который превосходит по массе Юпитер приблизительно в 7 раз. Планета обращается на расстоянии 2,86 а.е. от родительской звезды по сильно вытянутой эллиптической орбите. Полный оборот она совершает за 1475 дней.
В 2019 году учёными, анализирующими данные проектов Hipparcos и Gaia, у звезды обнаружена планета HIP 48780 c.